# Vishing
Vishing ist eine Form des Trickbetrugs im Internet. Die Bezeichnung steht für „Voice Phishing“ und ist von dem englischen Begriff für abfischen (fishing) sowie der Methode der eingesetzten IP-Telefonie abgeleitet.
Dabei wird per automatisierten Telefonanrufen versucht, den Empfänger irrezuführen und zur Herausgabe von Zugangsdaten, Passwörtern, Kreditkartendaten usw. zu bewegen. Neuerdings geht es offenkundig auch um Personendaten wie Geschlecht, Vorname, Alter und Ähnliches, um Computerkennungen mit Personendaten zu Profilen zu verbinden, sofern dies nicht automatisiert möglich ist.
Die Betrüger machen sich hierbei die niedrigen Kosten der Internettelefonie zunutze und rufen automatisiert unzählige Telefonnummern an.
Um Vishing effektiv vorzubeugen, ist es ratsam, Telefonate, bei denen nach persönlichen Daten gefragt wird, sofort zu beenden. Stattdessen sollte ein Anruf bei der betreffenden Firma erfolgen, um sich zu erkundigen, ob tatsächlich eine Anfrage vorliegt.
Eine andere Variante des Vishing ist es, per Spam-Mail-Versand eine Telefonnummer an viele E-Mail-Empfänger zu verschicken, wobei diese Nachrichten mit der Aufforderung versehen sind, sich unter der angegebenen Telefonnummer zu melden. Dort werden die Anrufer durch eine Bandansage um die Nennung persönlicher Daten gebeten. Als besonders hinterhältig stellt sich dieses Verfahren dar, weil es den Ratschlag vieler Finanzinstitute ausnutzt, nicht auf E-Mails zu reagieren, sondern telefonischen Kontakt zu suchen.
Im Jahr 2006 kam es in Deutschland zu Vishing-Angriffen gegen Kunden von Banken und Sparkassen. Trickbetrüger, sogenannte Visher, suchten im Internet nach Bankverbindungen und Telefonnummern. Anschließend riefen sie diese Bankkunden dann per Telefon an. Die Betrüger gaben sich als Mitarbeiter der jeweiligen Bank aus und fragten den Bankkunden nach seinen Onlinebankingzugangsdaten (PIN, TAN und Kontonummer) und führten mit diesen betrügerische Überweisungen durch.